# Lysenkoismo

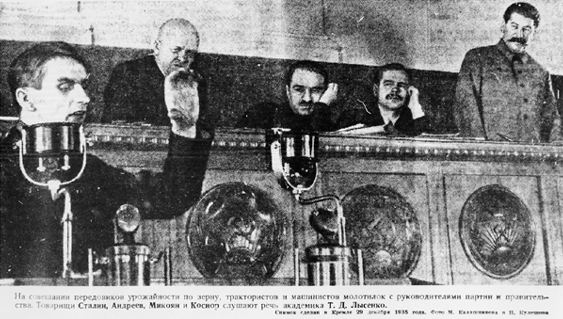
Lysenko discursando no Kremlin, em 1935. Atrás dele estão (da esquerda para a direita) Stanislav Kossior, Anastas Mikoyan, Andrei Andreev e Joseph Stalin.

Lysenkoismo (Lysenkoism em inglês; лысе́нковщина em russo), ou Lysenko-Michurinismo, foi o controle político centralizado exercido sobre a genética e agricultura por Trofim Lysenko e seus seguidores, na União Soviética. Lysenko era o diretor da Academia Lênin de Ciências Agrícolas da União Soviética (abreviado VASKhNIL). O Lysenkoismo começou no fim dos anos 1920s e terminou formalmente em 1964.[carece de fontes?]
Esta forma de controle político se baseou nas teorias da Herança de caracteres adquiridos, e Lysenko o chamou de "Michurinismo".
Lysenkoismo é também usado metaforicamente para descrever a manipulação ou a distorção do processo científico, como uma maneira de se chegar a uma conclusão pré-determinada em conformidade com um viés ideológico, geralmente relacionada a objetivos políticos ou sociais.
O  Lysenkoismo negava a importância da genética mendeliana, adotando as teorias de Lamarck.[carece de fontes?]
O Lysenkoismo passou a ser conhecido como pseudociência.